# Преобразование Хартли
Преобразование Хартли (Hartley transform) — интегральное преобразование, тесно связанное с преобразованием Фурье, но в отличие от последнего трансформирует одни вещественные функции в другие вещественные же функции. Преобразование было предложено в качестве альтернативы преобразованию Фурье Р. Хартли в 1942 году. Преобразование Хартли является одним из многих известных типов преобразований Фурье. Преобразование Хартли может быть и обратным.
Дискретный вариант преобразования Хартли был представлен Рональдом Брейсуэллом в 1983 году.

## Определение

### Прямое преобразование
Преобразование Хартли {\displaystyle H(\omega )} рассчитывается по формуле
{\displaystyle H(\omega )=\left\{{\mathcal {H}}f\right\}(\omega )={\frac {1}{\sqrt {2\pi }}}\int _{-\infty }^{\infty }f(t)\,{\mbox{cas}}(\omega t)\mathrm {d} t,}
где
{\displaystyle {\mbox{cas}}(t)=\cos(t)+\sin(t)={\sqrt {2}}\sin(t+{\frac {\pi }{4}})={\sqrt {2}}\cos(t-{\frac {\pi }{4}})} — ядро Хартли.

### Обратное преобразование
Обратное преобразование получается по принципу инволюции:
{\displaystyle f=\{{\mathcal {H}}\{{\mathcal {H}}f\}\}}

### Уточнения
- Вместо того, чтобы использовать одинаковые формулы для прямого и обратного преобразования, можно ввести коэффициент {\displaystyle {\frac {1}{2\pi }}} для обратного и вынести тот же коэффициент из прямого преобразования Хартли. Этот способ называется асимметричной нормализацией;
- Можно использовать коэффициент {\displaystyle 2\pi \nu t} вместо {\displaystyle \omega t}, полностью опустив коэффициент {\displaystyle {\frac {1}{2\pi }}};
- Можно использовать вычитание косинуса и синуса вместо их суммы.

## Связь с преобразованием Фурье
Преобразование Хартли отличается от преобразования Фурье выбором ядра.
В преобразовании Фурье используется экспоненциальное ядро
{\displaystyle \exp \left({-i\omega t}\right)=\cos(\omega t)-i\sin(\omega t),}
где
{\displaystyle i} — мнимая единица.
Эти два преобразования тесно связаны, и если они имеют одинаковую нормализацию, то
{\displaystyle F(\omega )={\frac {H(\omega )+H(-\omega )}{2}}-i{\frac {H(\omega )-H(-\omega )}{2}}}
Для вещественных функций {\displaystyle f(t)} преобразование Хартли превращается в комплексное преобразование Фурье:
{\displaystyle \{{\mathcal {H}}f\}=\Re \{{\mathcal {F}}f\}-\Im \{{\mathcal {F}}f\}=\Re \{{\mathcal {F}}f\cdot (1+i)\},}
где
{\displaystyle \Re } и {\displaystyle \Im } — действительная и мнимая часть функции соответственно.

## Свойства
Преобразование Хартли — вещественный симметричный унитарный линейный оператор
Существует так же аналог теоремы свёртки: если две функции {\displaystyle x(t)} и {\displaystyle y(t)} имеют преобразования Хартли {\displaystyle X(t)} и {\displaystyle Y(t)} соответственно, то их свёртка {\displaystyle z(t)=x*y} будет иметь преобразование
{\displaystyle Z(\omega )=\{{\mathcal {H}}(x*y)\}={\sqrt {2\pi }}\left(X(\omega )\left[Y(\omega )+Y(-\omega )\right]+X(-\omega )\left[Y(\omega )-Y(-\omega )\right]\right)/2}
Как и преобразование Фурье, преобразование Хартли будет являться чётной или нечётной функцией в зависимости от характера преобразуемой функции.

### Cas
Свойства ядра Хартли вытекают из свойств тригонометрических функций. Так как
{\displaystyle {\mbox{cas}}(t)={\sqrt {2}}\sin(t+\pi /4),}
то
{\displaystyle 2{\mbox{cas}}(a+b)={\mbox{cas}}(a){\mbox{cas}}(b)+{\mbox{cas}}(-a){\mbox{cas}}(b)+{\mbox{cas}}(a){\mbox{cas}}(-b)-{\mbox{cas}}(-a){\mbox{cas}}(-b)} и
{\displaystyle {\mbox{cas}}(a+b)=\cos(a){\mbox{cas}}(b)+\sin(a){\mbox{cas}}(-b)=\cos(b){\mbox{cas}}(a)+\sin(b){\mbox{cas}}(-a)}
Производная ядра равна
{\displaystyle {\mbox{cas}}'(a)={\frac {\mbox{d}}{{\mbox{d}}a}}{\mbox{cas}}(a)=\cos(a)-\sin(a)={\mbox{cas}}(-a)}